# Lijst van personen overleden in maart 2013
Dit is een lijst van bekende personen die overleden zijn in maart 2013.

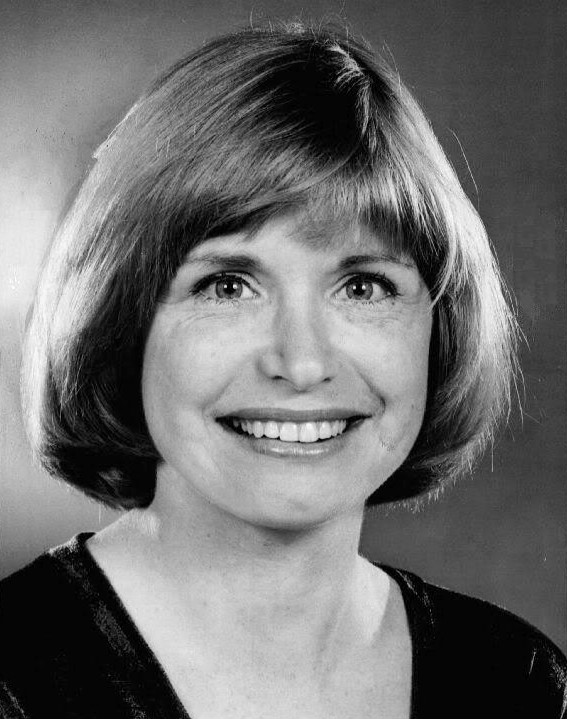
Bonnie Franklin
1 maart

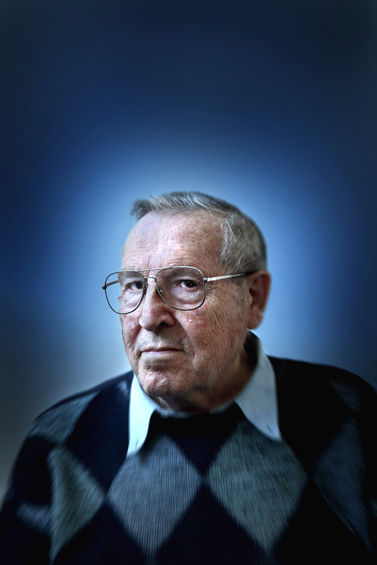
Rik De Saedeleer
3 maart

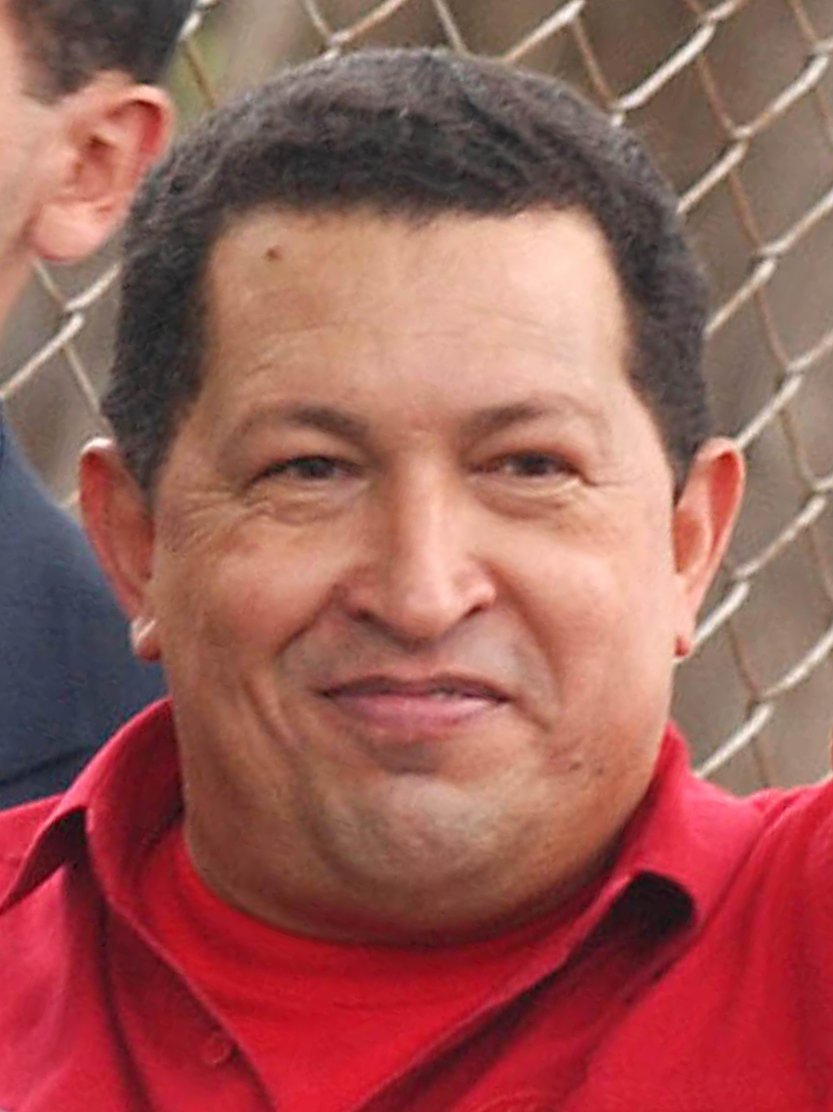
Hugo Chávez
5 maart

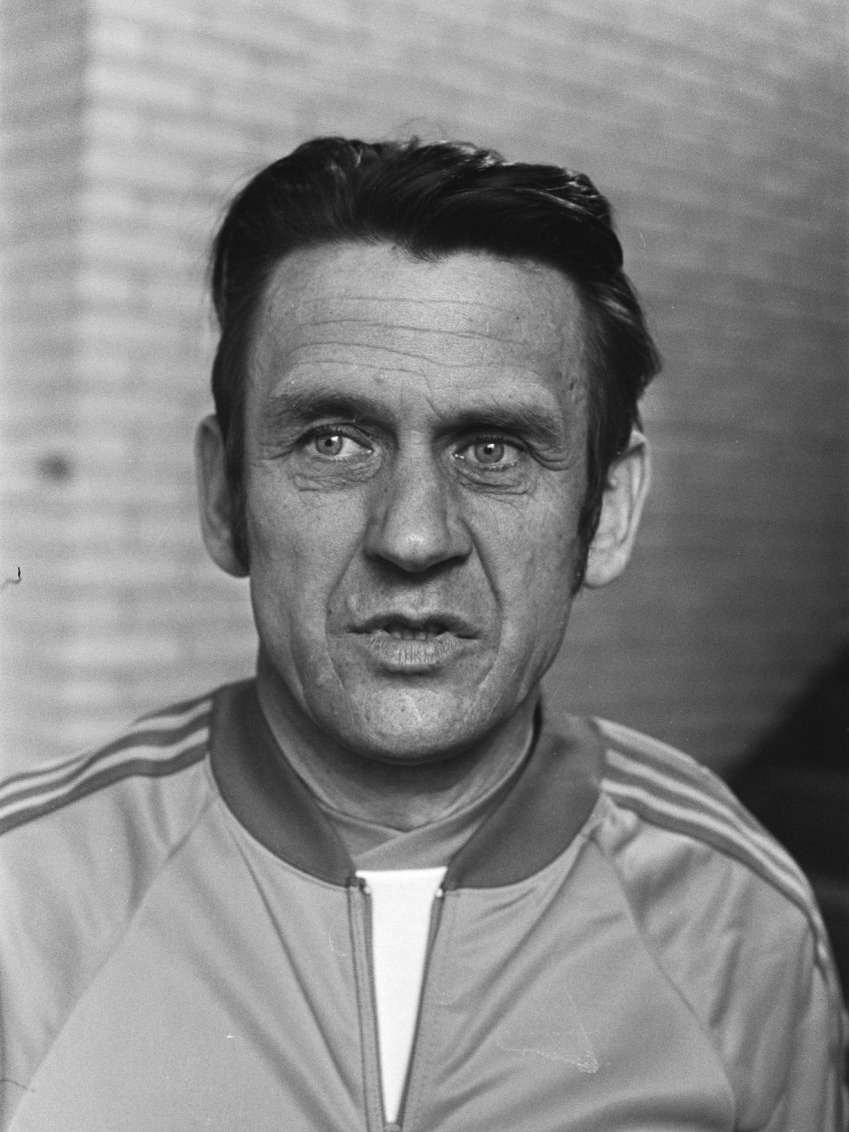
Jan Zwartkruis
7 maart

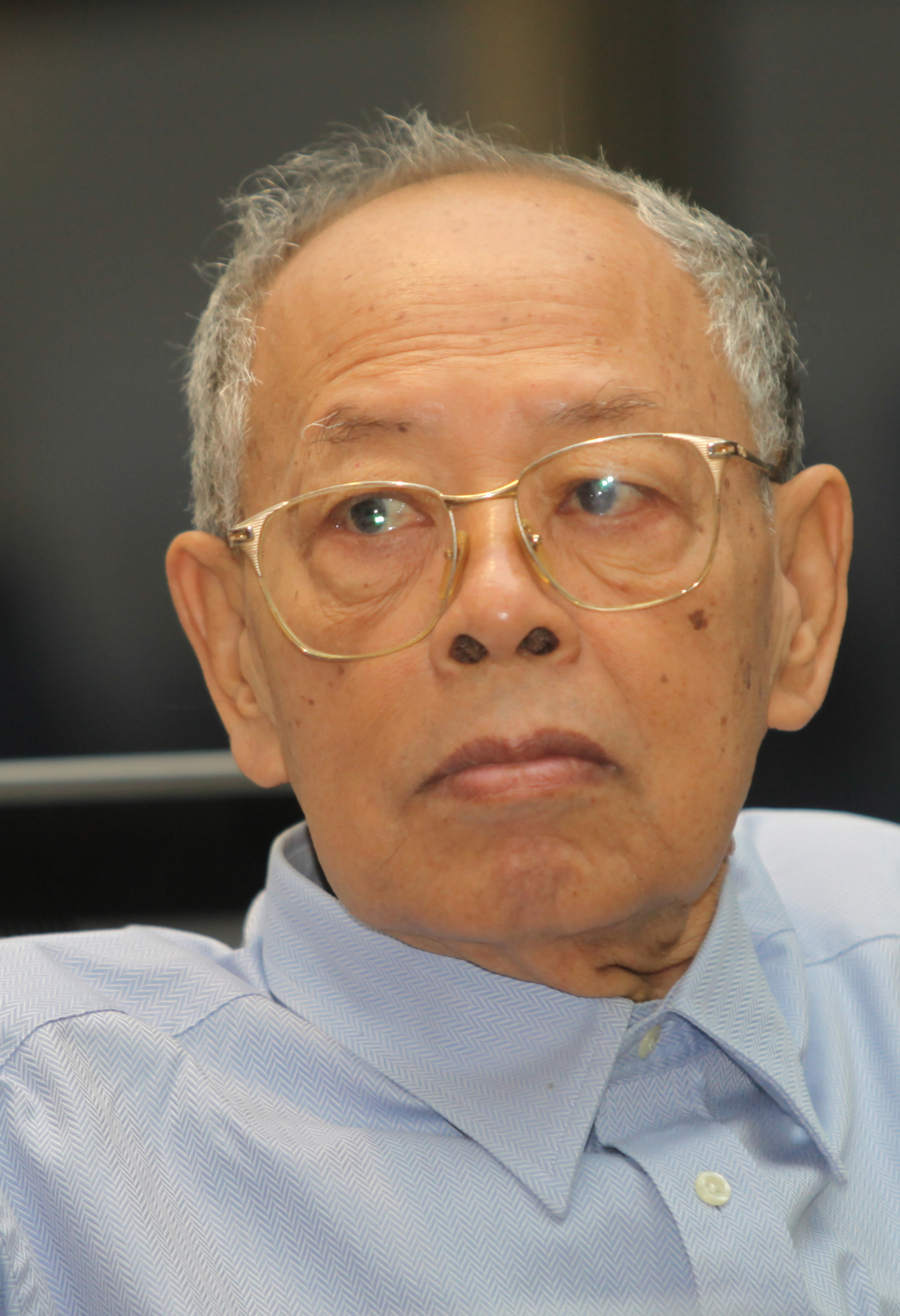
Ieng Sary
14 maart

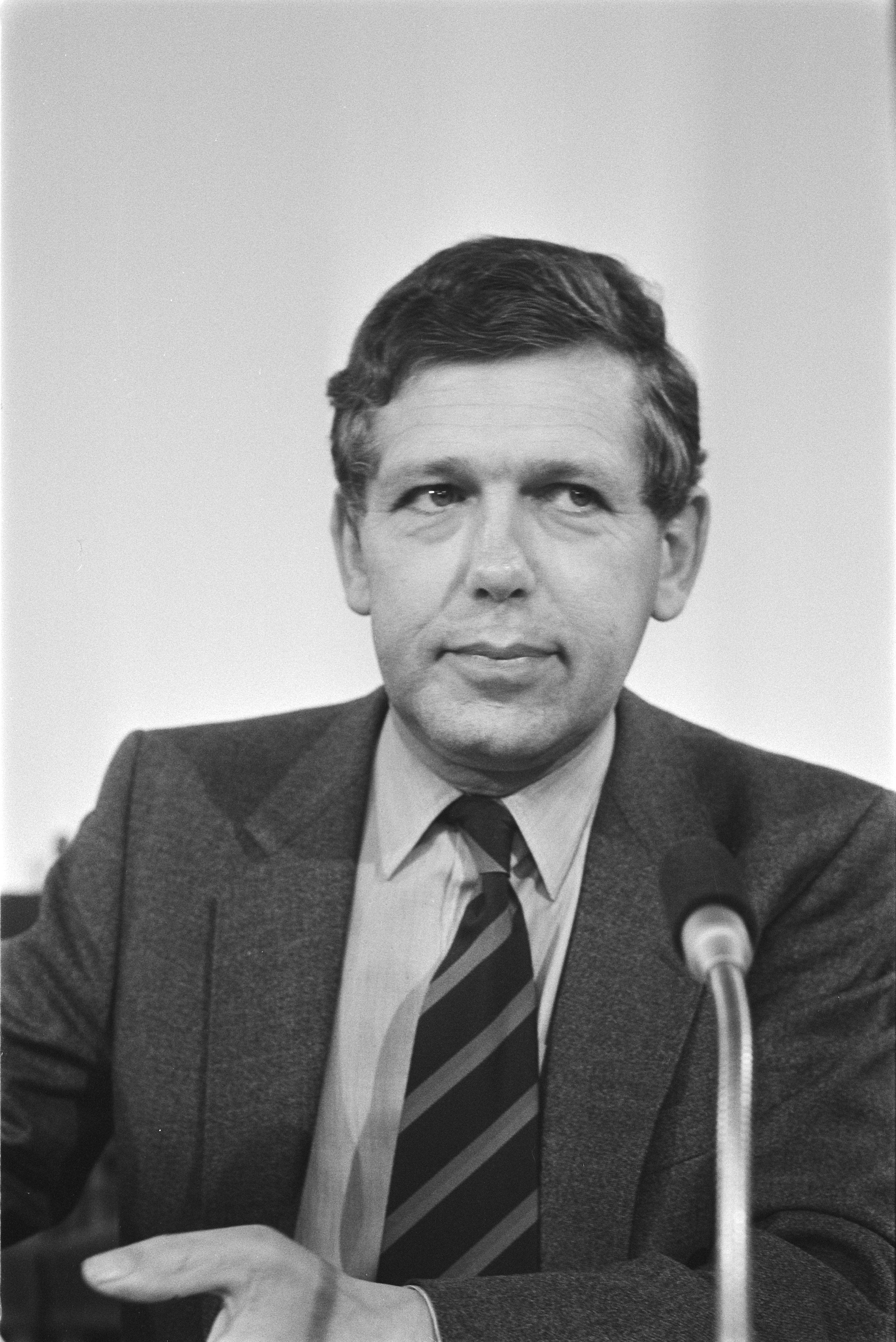
Jan van Houwelingen
17 maart

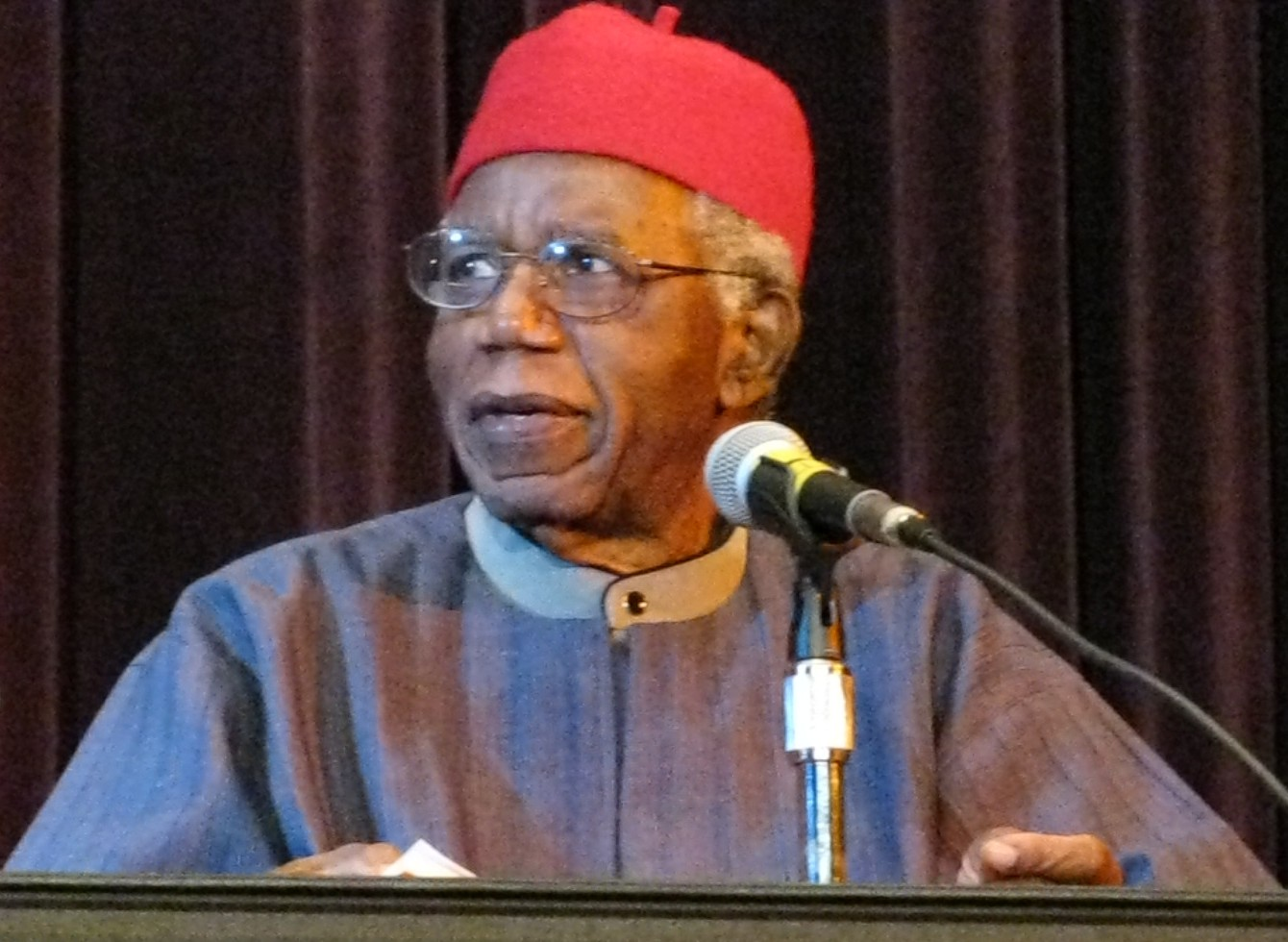
Chinua Achebe
21 maart

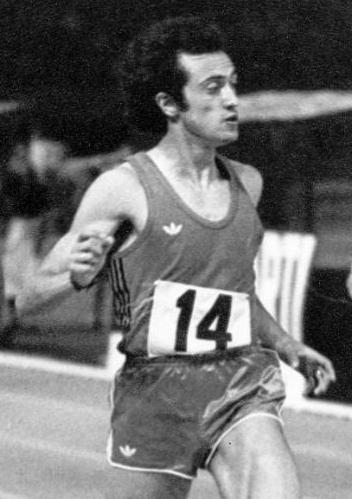
Pietro Mennea
21 maart

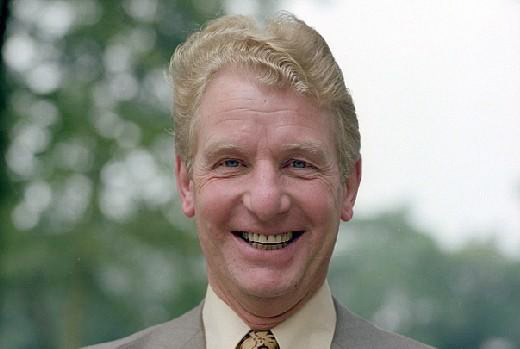
Herman Emmink
25 maart

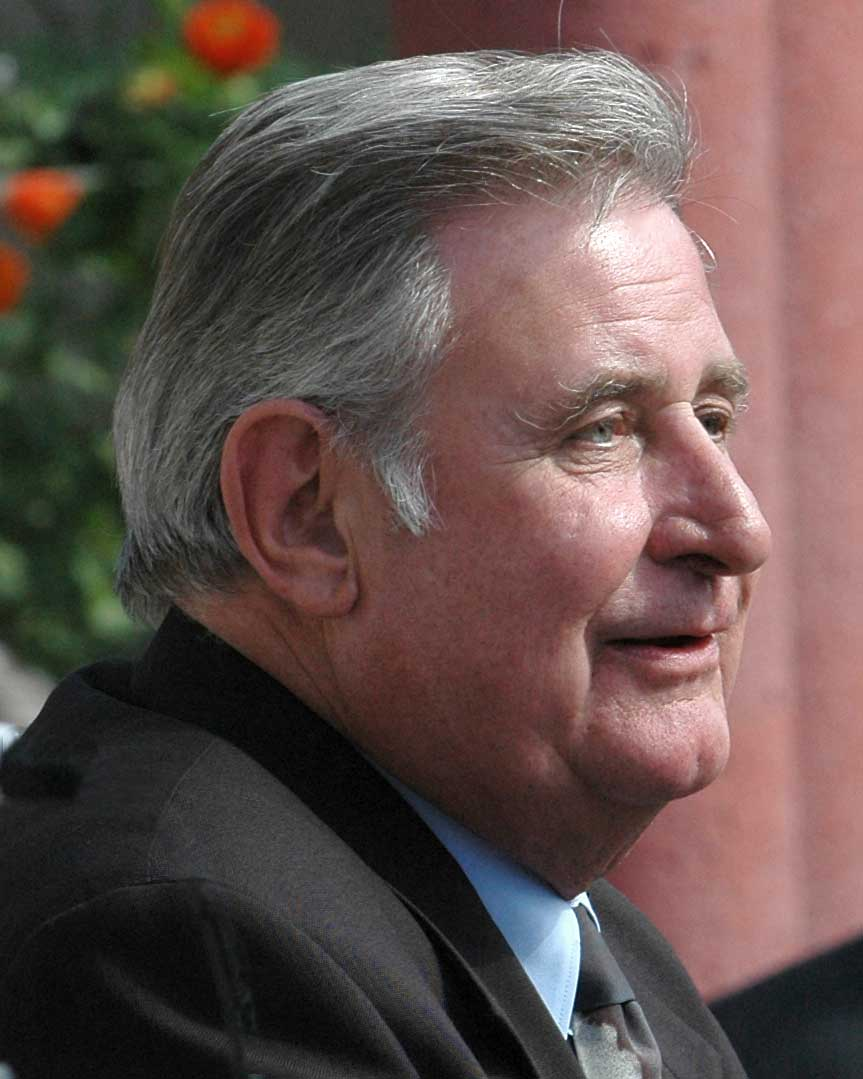
Ralph Klein
29 maart

| 1 | 2 | 3 | 4 | 5 | 6 | 7 | 8 | 9 | 10 | 11 | 12 | 13 | 14 | 15 | 16 | 17 | 18 | 19 | 20 | 21 | 22 | 23 | 24 | 25 | 26 | 27 | 28 | 29 | 30 | 31 |
| - | - | - | - | - | - | - | - | - | -- | -- | -- | -- | -- | -- | -- | -- | -- | -- | -- | -- | -- | -- | -- | -- | -- | -- | -- | -- | -- | -- |

### 1 maart
- Jewel Akens (79), Amerikaans zanger[1]
- Campbell Armstrong (69), Brits thrillerschrijver[2]
- Bonnie Franklin (69), Amerikaans actrice[3]
- Gabriel Marie Étienne Vanel (88), Frans aartsbisschop[4]

### 2 maart
- Peter van Lindonk (76), Nederlands uitgever en spreekstalmeester[5]
- Hans Schnitger (97), Nederlands hockeyspeler[6]

### 3 maart
- Luis Cubilla (72), Uruguayaans voetballer[7]
- Rik De Saedeleer (89), Belgisch voetbalcommentator en sportjournalist[8]
- Müslüm Gürses (59), Turks zanger en acteur[9]
- Bobby Rogers (73), Amerikaans soulzanger en songwriter[10]
- Tony Ronald (71), Nederlands zanger[11]

### 4 maart
- Seki Matsunaga (84), Japans voetballer[12]
- Hobart Muir Smith (100), Amerikaans herpoloog[13]

### 5 maart
- Paul Bearer (58), Amerikaans worstelaar[14]
- Hugo Chávez (58), president van Venezuela[15]
- Duane Gish (92), Amerikaans biochemicus[16]
- Melvin Rhyne (76), Amerikaans jazzorganist[17]

### 6 maart
- Ward De Ravet (88), Belgisch acteur[18]
- Alvin Lee (68), Brits rockzanger en gitarist[19]

### 7 maart
- Kenny Ball (82), Brits jazztrompettist en bandleider[20]
- Peter Banks (65), Brits rockgitarist[21]
- Didier Comès (70), Belgisch striptekenaar[22]
- Damiano Damiani (90), Italiaans filmregisseur en screenwriter[23]
- Tsjêbbe Hettinga (64), Nederlands dichter[24]
- Stan Keery (81), Engels voetballer[25]
- Claude King (90), Amerikaans countryzanger en -songwriter[26]
- Hetty Luiten (62), Nederlands romanschrijfster en columniste[27]
- Jan Zwartkruis (87), Nederlands voetballer en voetbaltrainer[28]

### 9 maart
- Ypke Gietema (71), Nederlands politicus[29]

### 10 maart
- Edelmiro Amante (79), Filipijns politicus[30]
- Lilian Davies (97), lid Zweedse koningshuis[31]

### 12 maart
- Clive Burr  (56), Brits drummer[32]
- Ganesh Pyne (76), Indiaas kunstschilder[33]

### 13 maart
- Willem baron van der Feltz (72), Nederlands burgemeester[34]
- Władysław Stachurski (67), Pools voetballer en voetbalcoach[35]
- Malachi Throne (84), Amerikaans acteur[36]

### 14 maart
- François Narmon (79), Belgisch bankier en lid van het IOC[37]
- Vic Nees (77), Belgisch componist[38]
- Ieng Sary (87), Cambodjaans politicus[39]

### 15 maart
- Terry Lightfoot (77), Brits jazzklarinettist en bandleider[40]
- Tony Van den Bosch (68), Belgisch journalist[41]

### 16 maart
- Helmut Fassin (85), Duits-Nederlands directeur dropfabriek[42]
- Jason Molina (39), Amerikaans zanger[43]
- Rascha Peper (64), Nederlands schrijfster[44]
- Frank Thornton (92), Brits acteur[45]
- Arie Vermeulen (107), Nederlands oudste man[46]

### 17 maart
- Jan van Houwelingen (73), Nederlands politicus[47]
- Jantje Koopmans (89), Nederlands zanger[48]
- François Sermon (89), Belgisch voetballer[49]

### 19 maart
- Harry Reems (65), Amerikaans pornoacteur[50]

### 20 maart
- James Herbert (69), Brits schrijver[51]
- Zillur Rahman (84), president van Bangladesh[52]

### 21 maart
- Chinua Achebe (82), Nigeriaans schrijver en dichter[53]
- Isagani Cruz (88), Filipijns rechter[54]
- Kees Koster (69), Nederlands informaticus en hoogleraar[55]
- Pietro Mennea (60), Italiaans atleet en politicus[56]

### 22 maart
- Bebo Valdés (94), Cubaans pianist[57]
- Aya Zikken (93), Nederlands schrijfster[58]

### 23 maart
- Boris Berezovski (67), Russisch oligarch[59]
- Onofre Corpuz (86), Filipijns wetenschapper[60]
- Barbara Donald (70), Amerikaans jazztrompettiste[61]
- John Hatting (64), Deens zanger[62]
- Miguel Pourier (74), Antilliaans politicus[63]

### 24 maart
- Deke Richards (68), Amerikaans songwriter en producer[64]

### 25 maart
- Eddy Doorenbos (91), Nederlands zanger[65]
- Herman Emmink (86), Nederlands zanger en presentator[66]

### 26 maart
- Audrey McElmury (70), Amerikaans wielrenster[67]
- Don Payne (48), Amerikaans scenarioschrijver[68]

### 27 maart
- Hjalmar Andersen (90), Noors schaatser[69]

### 28 maart
- Gerard van Breemen (93), Nederlands burgemeester[70]
- Richard Griffiths (65), Brits acteur[71]
- Hugh McCracken (60), Amerikaans muzikant[72]

### 29 maart
- Reid Flair (25), Amerikaans worstelaar[73]
- Ralph Klein (70), Canadees politicus[74]

### 30 maart
- Paul Halter (92), Belgisch baron en voorzitter Auschwitz-stichting[75]
- Bobby Parks (50), Amerikaans basketballer[76]
- Phil Ramone (79), Zuid-Afrikaans muziekproducent[77]

1900 ·
1901 ·
1902 ·
1903 ·
1904 ·
1905 ·
1906 ·
1907 ·
1908 ·
1909 ·
1910 ·
1911 ·
1912 ·
1913 ·
1914 ·
1915 ·
1916 ·
1917 ·
1918 ·
1919 ·
1920 ·
1921 ·
1922 ·
1923 ·
1924 ·
1925 ·
1926 ·
1927 ·
1928 ·
1929 ·
1930 ·
1931 ·
1932 ·
1933 ·
1934 ·
1935 ·
1936 ·
1937 ·
1938 ·
1939 ·
1940 ·
1941 ·
1942 ·
1943 ·
1944 ·
1945 ·
1946 ·
1947 ·
1948 ·
1949 ·
1950 ·
1951 ·
1952 ·
1953 ·
1954 ·
1955 ·
1956 ·
1957 ·
1958 ·
1959 ·
1960 ·
1961 ·
1962 ·
1963 ·
1964 ·
1965 ·
1966 ·
1967 ·
1968 ·
1969 ·
1970 ·
1971 ·
1972 ·
1973 ·
1974 ·
1975 ·
1976 ·
1977 ·
1978 ·
1979 ·
1980 ·
1981 ·
1982 ·
1983 ·
1984 ·
1985 ·
1986 ·
1987 ·
1988 ·
1989 ·
1990 ·
1991 ·
1992 ·
1993 ·
1994 ·
1995 ·
1996 ·
1997 ·
1998 ·
1999 ·
2000 ·
2001 ·
2002 ·
2003 ·
2004 ·
2005 ·
2006 ·
2007 ·
2008 ·
2009 ·
2010 ·
2011 ·
2012 ·
2013 ·
2014 ·
2015 ·
2016 ·
2017 ·
2018 ·
2019 ·
2020 ·
2021 ·
2022 ·
2023 ·
2024 ·
2025